# Christopher Colaço & Philipp Schaeper
Christopher Colaço & Philipp Schaeper sind ein deutsches Filmmusik-Komponisten- und Musikproduzentenduo. Es besteht aus Christopher Colaço (* 25. März 1987 in Bamberg) und Philipp Schaeper (* 14. März 1988 in Weinheim). Ihr Studio befindet sich in Berlin.

## Biografie
Das Komponistenduo Christopher Colaço und Philipp Schaeper kennt sich seit seinen musikalischen Anfängen in Berlin. Die beiden studierten gemeinsam Jazz-Klavier/Schlagzeug an der Universität der Künste Berlin.
2013 hatten sie die Möglichkeit, ihren ersten Film zu vertonen (Oh Boy von Jan-Ole Gerster).
Nachdem sie hierfür zusammen mit Florian Menzel und Tom Berkmann den deutschen Filmpreis für die beste Filmmusik gewonnen haben, setzten sie ihre Zusammenarbeit in mehreren Projekten fort.
Zeitgleich arbeiteten Colaço und Schaeper an ihrer eigenen Musik, woraus ihr erstes Album „View from Above“ in Kooperation mit klassischen Musikern des Mahler Chamber Orchesters entstand.
Neben der Filmmusik sind beide in verschiedenen Musikprojekten tätig u. a. bei Tom Schilling & The Jazz Kids, Frittenbude oder dem Filmorchester Babelsberg.

## Auszeichnungen
- Deutscher Filmpreis mit der Band „The Major Minors“ in der Kategorie beste Filmmusik für den Spielfilm Oh Boy (2013)
- Preis der Deutschen Filmkritik in der Kategorie beste Filmmusik für den Spielfilm Oh Boy (2013)

## Filmografie (Auswahl)
- 2013: Oh Boy – Jan-Ole Gerster
- 2014: Eine ganz normale WG – Georg Schönharting (ZDF Kleines Fernsehspiel)
- 2015: Großstadtrevier – „Herr Müller hat gesagt“ – Till Franzen
- 2016: Weinberg – Till Franzen (Vox-Serie, Bantry Bay)
- 2021: Trübe Wolken – Christian Schäfer (Rabiat Film)
- 2021: Der Masuren-Krimi (Episode 1&2) – Anno Saul (ARD Degeto)
- 2023: Der Masuren-Krimi (Episode 3&4) – Sven Taddicken (ARD Degeto)
- 2022: Polizeiruf 110: Seine Familie kann man sich nicht aussuchen – Stefan Krohmer (ARD)
- 2023: Kleine Eheverbrechen (ZDF) – Christian Werner (ZDF)
- 2023: Kommt ein Vogel geflogen – Christian Werner (Kurhaus Production)
- 2023: 27 Storeys – Bianca Gleissinger (ZDF)
- 2023: Blind ermittelt – Tod im Weinberg – Till Franzen (ARD)
- 2023: Der Masuren-Krimi (Episode 5&6) – Frauke Thielecke (ARD Degeto)
- 2023: Mit Herz und Holly: Diagnose Neustart – Wolfgang Eißler (ZDF)
- 2023: Mit Herz und Holly: Muttergefühle – Wolfgang Eißler (ZDF)
- 2024: Mit Herz und Holly: Lichtblicke – Wolfgang Eißler (ZDF)
- 2024: Mit Herz und Holly: Kleine Wunder – Wolfgang Eißler (ZDF)